# 探索異世界
《探索異世界》是臺灣的一個新聞、知性類節目，於壹電視新聞台（以下簡稱「壹新聞」）播出。曾於2013年8月18日以「特別節目」的形式播出。2014年1月30日至2月4日起，壹新聞於當地時間每天下午十時至十一時播出。2014年2月8日起，壹新聞於當地時間每周六至每周日上午九時至十時播出，並於每週六、每周日下午十點至十一點重播。主持人是邱沁宜。

## 歷任主持人
- 2013年8月18日，陳姿利主持
- 2014年1月30日至今，邱沁宜主持

### 代班主持人
- 2014年2月22日、2月23日，王又冉代班主持
- 2014年3月3日、3月4日，張心宇代班主持

## 節目特性
- 前期節目定向：以「外星人」、「太空」、「神秘飛行物」等，「異世界」外星的奇觀為主。
- 2月起播映的節目定向：將「異世界」的定義延伸至光怪陸離、另類、有趣的新鮮事，並將一週的新聞大事彙整成為專題。